# 通州北苑站
通州北苑站是一个位于中国北京市通州区北苑街道京塘路、北苑南路、新华南一街交叉口，属于北京地铁八通线的地铁车站，2003年12月27日随八通线启用。

## 位置
这个站位于八里橋南街南面，北苑路西面。

## 车站结构

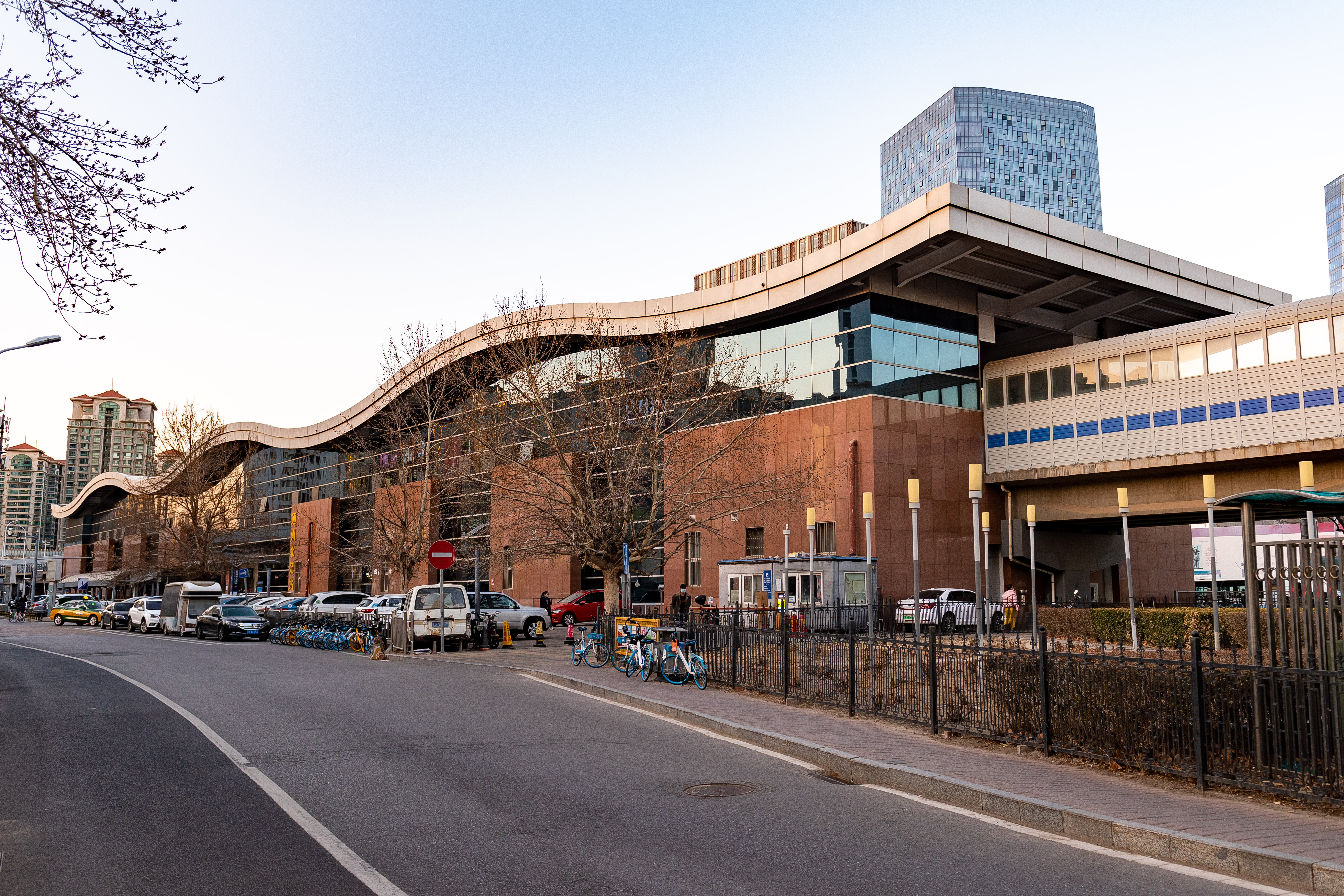
站房
（2021年2月摄）

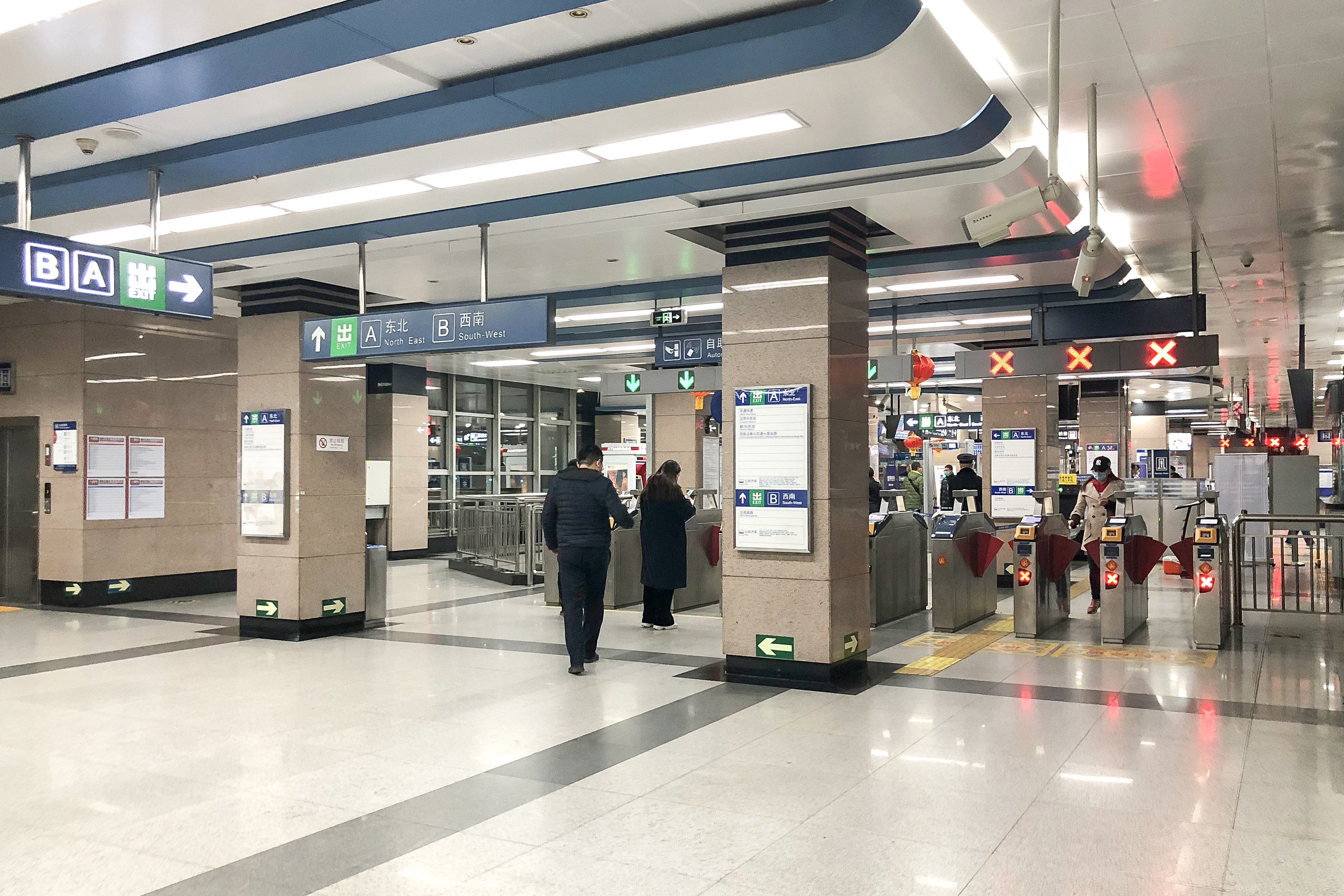
站厅
（2021年2月摄）

### 车站楼层
| 地上二层 站台层 | 側式月台，右側開门                | 側式月台，右側開门                          |
| 地上二层 站台层 | █ 八通线往古城（1号线）（八里桥） |                                             |
| 地上二层 站台层 | █ 八通线往环球度假区（果園）      |                                             |
| 地上二层 站台层 | 側式月台，右側開门                |                                             |
| 地上一层 站厅层 | 站厅                              | A-B出入口、客务中心、自动售票机、进出站闸机 |

## 出入口
这个地铁站一共有2个出口：A（东北）、B（西南），其中A口位于地下通道内，在北苑南路东西两侧均设有地道出口，B口位于车站西侧广场。
|                           |                                |                          |      |            |
| 编号                      | 指示                           | 建议前往的目的地         | 照片 | 无障碍设施 |
| 出口 · A                  | 北苑南路、玉带河西街、新华西街 | 北京通州万达广场         |      |            |
| 出口 · B · 无障碍通道标志 | 北苑南路、西关大街             | 北京华联天时名苑购物中心 |      |            |
| 註： 設有                 |                                |                          |      |            |